# Гурбантунгут
Гурбантунгут је пустиња у Азији у северозападном делу Кине у Аутономној покрајини Синкјанг. Захвата површину од око 50.000km². Према типу подлоге спада у песковите пустиње.